# 参議院四人区
参議院四人区（さんぎいんよにんく）とは、日本の参議院議員通常選挙における定数8人・改選数4人の選挙区。

## 概要
改選議席が4人となるため、二大政党制に近づくと与党と野党で2つの政党で2議席を分け合うことが多い。2012年以降の第三勢力に勢いが出ると、第三勢力が1議席を確保するケースが出ている（後述）。
与党勢力の候補が3人当選したのは2016年の第24回参議院議員通常選挙の神奈川県選挙区（与党系無所属は自民党から追加公認）、2022年の第26回参議院議員通常選挙の神奈川県選挙区。
野党勢力の候補が四人区で独占した例としては、1998年の第18回参議院議員通常選挙における東京都選挙区。
第三勢力が四人区で議席を獲得した例としては2013年の第23回参議院議員通常選挙におけるみんなの党による神奈川県選挙区、日本維新の会 (2012-2014)による大阪府選挙区、2016年の第24回参議院議員通常選挙におけるおおさか維新の会による大阪府選挙区、2019年の第25回参議院議員通常選挙における日本共産党による埼玉県選挙区、日本維新の会 (2016-)による神奈川県選挙区と大阪府選挙区、2022年の第26回参議院議員通常選挙における日本維新の会 (2016-)による神奈川県選挙区と大阪府選挙区、2025年の第27回参議院議員通常選挙における参政党による埼玉県選挙区と神奈川県選挙区と愛知県選挙区と大阪府選挙区、日本維新の会 (2016-)による大阪府選挙区がある（2016年、2019年、2022年、2025年の大阪府選挙区では維新が2議席を獲得）。

### 参議院四人区の例
参議院四人区（4選挙区）
- 埼玉県選挙区（2019年 - ）
- 神奈川県選挙区（2013年 - ）
- 愛知県選挙区（2016年 - ）
- 大阪府選挙区（2013年 - ）

かつての参議院四人区
- 北海道選挙区（1947年 - 1992年）
- 東京都選挙区（1947年 - 2004年）